# Тшаскі (Остроленцький повіт)
Тшаскі (пол. Trzaski) — село в Польщі, у гміні Трошин Остроленцького повіту Мазовецького воєводства.
Населення — 92 особи (2011).
У 1975-1998 роках село належало до Остроленцького воєводства.

## Демографія
Демографічна структура станом на 31 березня 2011 року:
|          | Загалом | Допрацездатний вік | Працездатний вік | Постпрацездатний вік |
| -------- | ------- | ------------------ | ---------------- | -------------------- |
| Чоловіки | 49      | 12                 | 29               | 8                    |
| Жінки    | 43      | 9                  | 25               | 9                    |
| Разом    | 92      | 21                 | 54               | 17                   |